# Петер Нільссон
Петер Нільссон (швед. Peter Nilsson, нар. 10 червня 1962, Стокгольм) — колишній шведський хокеїст, що грав на позиції центрального нападника, нападника.

## Ігрова кар'єра
Хокейну кар'єру розпочав на батьківщині 1978 року виступами за команду «Гаммарбю».
1981 року був обраний на драфті НХЛ під 127-м загальним номером командою «Вінніпег Джетс». 
Протягом професійної клубної ігрової кар'єри, що тривала 21 рік, захищав кольори команд «Гаммарбю», «Юргорден» та «Седертельє».

## Нагороди та досягнення
- Чемпіон Швеції в складі «Юргордена» — 1989, 1990, 1991.

## Статистика
| Сезон   | Клуб         | Ліга       | Регулярний сезон | Регулярний сезон | Регулярний сезон | Регулярний сезон | Регулярний сезон | Плей-оф | Плей-оф | Плей-оф | Плей-оф | Плей-оф |
| Сезон   | Клуб         | Ліга       | І                | Г                | П                | О                | ШХ               | І       | Г       | П       | О       | ШХ      |
| ------- | ------------ | ---------- | ---------------- | ---------------- | ---------------- | ---------------- | ---------------- | ------- | ------- | ------- | ------- | ------- |
| 1978–79 | «Гаммарбю»   | Дивізіон 1 | 3                | 0                | 0                | 0                | 0                | —       | —       | —       | —       | —       |
| 1979–90 | «Гаммарбю»   | Дивізіон 1 | 28               | 6                | 6                | 12               | 12               | 6       | 1       | 0       | 1       | 4       |
| 1980–81 | «Гаммарбю»   | Дивізіон 1 | 29               | 22               | 11               | 33               | 24               | 11      | 4       | 3       | 7       | 4       |
| 1981–82 | «Гаммарбю»   | Дивізіон 1 | 12               | 7                | 8                | 15               | 12               | 10      | 2       | 8       | 10      | 12      |
| 1982–83 | «Гаммарбю»   | Елітсерія  | 33               | 14               | 7                | 21               | 12               | —       | —       | —       | —       | —       |
| 1983–84 | «Юргорден»   | Елітсерія  | 34               | 18               | 13               | 31               | 12               | 6       | 0       | 0       | 0       | 2       |
| 1984–85 | «Юргорден»   | Елітсерія  | 35               | 18               | 17               | 35               | 8                | 7       | 1       | 4       | 5       | 0       |
| 1985–86 | «Юргорден»   | Елітсерія  | 34               | 13               | 11               | 24               | 14               | —       | —       | —       | —       | —       |
| 1986–87 | «Юргорден»   | Елітсерія  | 33               | 11               | 14               | 25               | 20               | 2       | 1       | 1       | 2       | 2       |
| 1987–88 | «Юргорден»   | Елітсерія  | 39               | 14               | 32               | 46               | 22               | 3       | 0       | 2       | 2       | 0       |
| 1988–89 | «Юргорден»   | Елітсерія  | 40               | 11               | 20               | 31               | 6                | 8       | 3       | 4       | 7       | 4       |
| 1989–90 | «Юргорден»   | Елітсерія  | 38               | 4                | 15               | 19               | 14               | 8       | 0       | 3       | 3       | 6       |
| 1990–91 | «Юргорден»   | Елітсерія  | 39               | 5                | 13               | 18               | 10               | 7       | 2       | 1       | 3       | 6       |
| 1991–92 | «Юргорден»   | Елітсерія  | 36               | 8                | 14               | 22               | 20               | 10      | 1       | 3       | 4       | 6       |
| 1992–93 | «Юргорден»   | Елітсерія  | 39               | 4                | 5                | 9                | 20               | 5       | 3       | 1       | 4       | 4       |
| 1993–94 | «Юргорден»   | Елітсерія  | 39               | 15               | 13               | 28               | 14               | 5       | 1       | 1       | 2       | 0       |
| 1994–95 | «Юргорден»   | Елітсерія  | 39               | 6                | 16               | 22               | 20               | 3       | 0       | 0       | 0       | 2       |
| 1995–96 | «Гаммарбю»   | Дивізіон 1 | 31               | 14               | 21               | 35               | 16               | 3       | 1       | 2       | 3       | 2       |
| 1996–97 | «Седертельє» | Елітсерія  | 45               | 11               | 15               | 26               | 18               | —       | —       | —       | —       | —       |
| 1996–97 | «Седертельє» | Квалсерія  | 10               | 0                | 6                | 6                | 6                | —       | —       | —       | —       | —       |
| 1997–98 | «Седертельє» | Елітсерія  | 40               | 5                | 7                | 12               | 6                | —       | —       | —       | —       | —       |
| 1997–98 | «Седертельє» | Квалсерія  | 9                | 1                | 2                | 3                | 6                | —       | —       | —       | —       | —       |